# Schoenocaulon rzedowskii
Schoenocaulon rzedowskii är en nysrotsväxtart som beskrevs av Dawn Frame. Schoenocaulon rzedowskii ingår i släktet Schoenocaulon och familjen nysrotsväxter. Inga underarter finns listade.